# Gare de Vauxaillon
Gare de Vauxaillon vasútállomás Franciaországban, Vauxaillon településen.

## Vasútvonalak
Az állomást az alábbi vasútvonalak érintik:
- La Plain-Hirson-vasútvonal

## Kapcsolódó állomások
A vasútállomáshoz az alábbi állomások vannak a legközelebb:
- Gare de Margival
- Gare d’Anizy - Pinon